# Jorge Perry
Jorge Perry Villate (Samacá, 1910-Bogotá, 29 de diciembre de 1946) fue un atleta y diplomático colombiano de ascendencia británica y española.
Se presentó como el único representante de Colombia en los Juegos Olímpicos de Los Ángeles 1932, compitiendo por mérito propio. Recibió la medalla al mérito deportivo, del Comité Olímpico Internacional, considerada como la primera medalla obtenida por Colombia a nivel internacional, pese a que no se le considera como parte del palmearés oficial del país en Juegos Olímpicos.
Se le considera el primer deportista colombiano en unas justas olímpicas.

## Biografía
Jorge nació entre 1909 y 1910, de acuerdo con las fuentes que se refieran al asunto. Pese a esto sí se sabe que nació en Samacá, Boyacá, en el hogar de una familia acomodada de la región. Era hijo del británico Alfredo Perry y de la española Lola Villate.
Estudió la primaria en la escuela de Samacá y la secundaria en el Colegio Boyacá, de Tunja. Abandonó su pueblo natal a los 18 años, radicándose en Bogotá.

### Trayectoria
En la capital se vinculó con los ferrocarriles, donde laboraba de 9 a. m. a 5 p. m., pero antes de ir a su trabajo, muy temprano, se vestía con su pantalón corto y su camiseta, y recorría las calles de Bogotá en su infaltable y diario trayecto atlético.

#### Participación olímpica
En 1928, varios atletas colombianos intentaron sin éxito competir en las olimpiadas de Ámsterdam de 1928, pues Colombia nunca había participado en unas justas de ésta categoría y no tenía su propio comité olímpico. El joven Perry, de 18 años en ese entonces, se propuso competir en las siguientes justas, que estaban programadas para celebrarse en los Estados Unidos en 1932.
Comenzó una campaña, aprovechan su posición económica privilegiada, para que el gobierno colombiano creara su propio comité, pero ni el presidente Miguel Abadía Méndez, ni su sucesor, Enrique Olaya Herrera, apoyaron la iniciativa. Esa negativa generó en Perry la firmeza de competir por su cuenta en 1932.

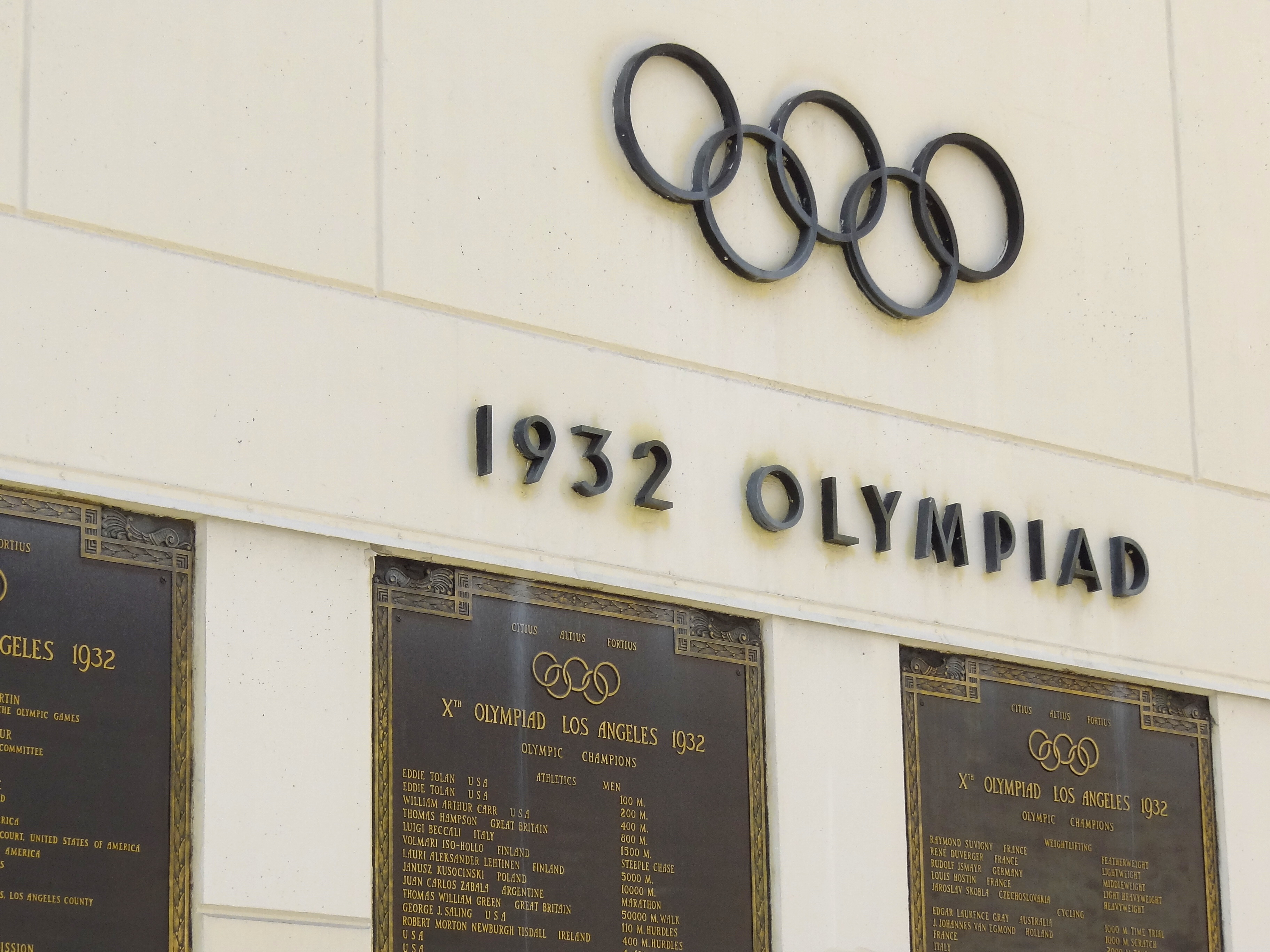
Placa conmemorativa de los Olímpicos de 1932, Los Ángeles, Estados Unidos.

En enero de 1932, Perry solicitó personalmente el apoyo del Comité Olímpico Internacional (COI), enviando cartas a la organización, en la cual soliciaba ser admitido en las justas, recibiendo respuesta en febrero por parte de la organización, donde no solo aceptaban su postulación, sino que además se comprometieron a pagar su estadía y a brindarle preparación física para poder competir.
Perry viajó a Los Ángeles cuatro meses antes de iniciar el torneo, a comienzo de marzo de 1932. Pese a que fue patrocinado por el COI, el viaje de Perry se vio obstaculizado por la negativa de su familia de que viajara, y por la torpe gestión del gobierno colombiano en los trámites de la visa de Perry, ya que consideraban extraño que el atleta viajara sin el aval de un comité nacional.
El 30 de julio, Perry desfiló por el Los Angeles Memorial Coliseum, estadio donde se inauguraron las justas, siendo el primer colombiano en participar en la competición y el abanderado del país, pese a que no viajó de manera oficial. La revista Semana describió a Perry años después como "(un joven) de piel tostada por el sol tropical y cabellos rojos".
Perry compitió en la prueba de la maratón (42,195 km), pero tuvo un desempeño bajo dado que solo pudo mantenerse en pie durante los 10 kilómetros de salida, porque se desmayó y se vio obligado a abandonar la carrera. Sin embargo, fue condecorado con la medalla al mérito por parte del COI y, además recibió por su osadía solitaria el apodo de "Comodoro Perry".

### Actividad postolímpica
En 1934, el presidente Olaya lo nombró vicecónsul de Colombia en Los Ángeles, cargo que ejerció durante dos años. 
A su regreso al país, trabajó como profesor de educación física' en el Gimnasio Moderno. Allí, además de impulsar el atletismo, Perry estimuló la práctica del fútbol, e incluso a él se le atribuye el hecho de haber organizado un juego, por primera vez en el país, de fútbol americano, precisamente en este centro educativo. Dentro de sus actividades extradeportivas hay que citar, de manera especial, su afiliación a los Boy Scouts, gracias a la cual fue invitado a Alemania, donde se enroló en las juventudes nazis, situación que le generó más de una enemistad en el país. 
Sin embargo, él explicaría que hizo esto para continuar ejercitándose físicamente. De Perry Villate se recuerda, además, su rivalidad deportiva con Jorge Nova, otro de los grandes de la época en el atletismo colombiano. No obstante, Perry se inmortalizó sobre sus contemporáneos deportistas cuando, el 30 de julio de 1932, desfiló con sus 1.73 metros de estatura y su pelo rubio, en el estadio olímpico de Los Ángeles, con el tricolor de Colombia. 

### Muerte
El 21 de diciembre de 1946, cuando se dirigía en moto a Samacá para celebrar la Navidad con su familia, Perry sufrió un repentino desmayo. Unos campesinos lo recogieron y lo llevaron a la finca de su familia. Empeoró y fue trasladado de urgencia al Hospital San José de Bogotá. Allí murió, el 29 de diciembre de 1946, en vísperas de año nuevo, afectado por pulmonía.

## Palmarés

### Juegos Olímpicos
Abanderado de la selección de  Colombia en los Juegos Olímpicos de Los Ángeles 1932.
- Medalla al Mérito Olímpico, 1932.